# 康乃狄克州

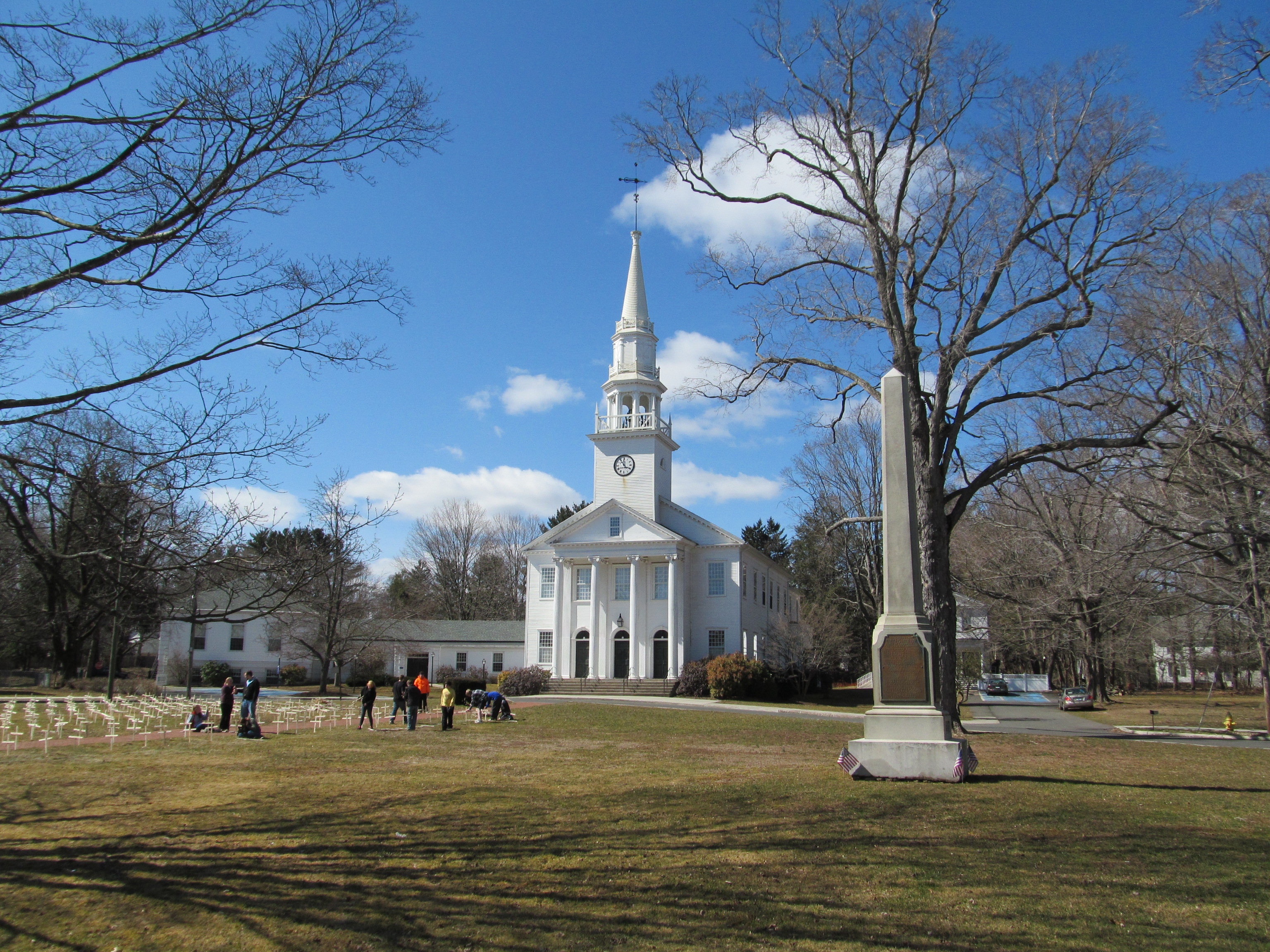
切斯特郡的教堂

康乃狄克州（英語：State of Connecticut），簡稱康州，是美國東北部的一州，也是新英格蘭區域中最南的一州。在美國獨立戰爭時期，是13州聯盟之一。州花山桂，州鸟美洲知更鸟，州树北美白橡。美國海軍曾以該州名稱分別命名康乃狄克号战舰（BB-18）、康乃狄克号核动力潜艇（SSN-22）

## 歷史
「康乃狄克」（Connecticut）一名来自莫西干（Mohegan）印第安语的「Quinnehtukqut」，意思是「有长长河流的地方」或是「在长长的感潮河边」。
1638年，哈特福德的居民通过了现代史上第一部成文宪法。

## 法律與政府
2008年11月12日，康乃狄克州成為正式继麻塞诸塞州之後，第二个同性婚姻合法化的美國州份。

## 地理
該州可分為五個地理區：塔柯尼克地區、中央河谷、西新英格蘭高地、東新英格蘭高地、與海岸平原。

## 人口

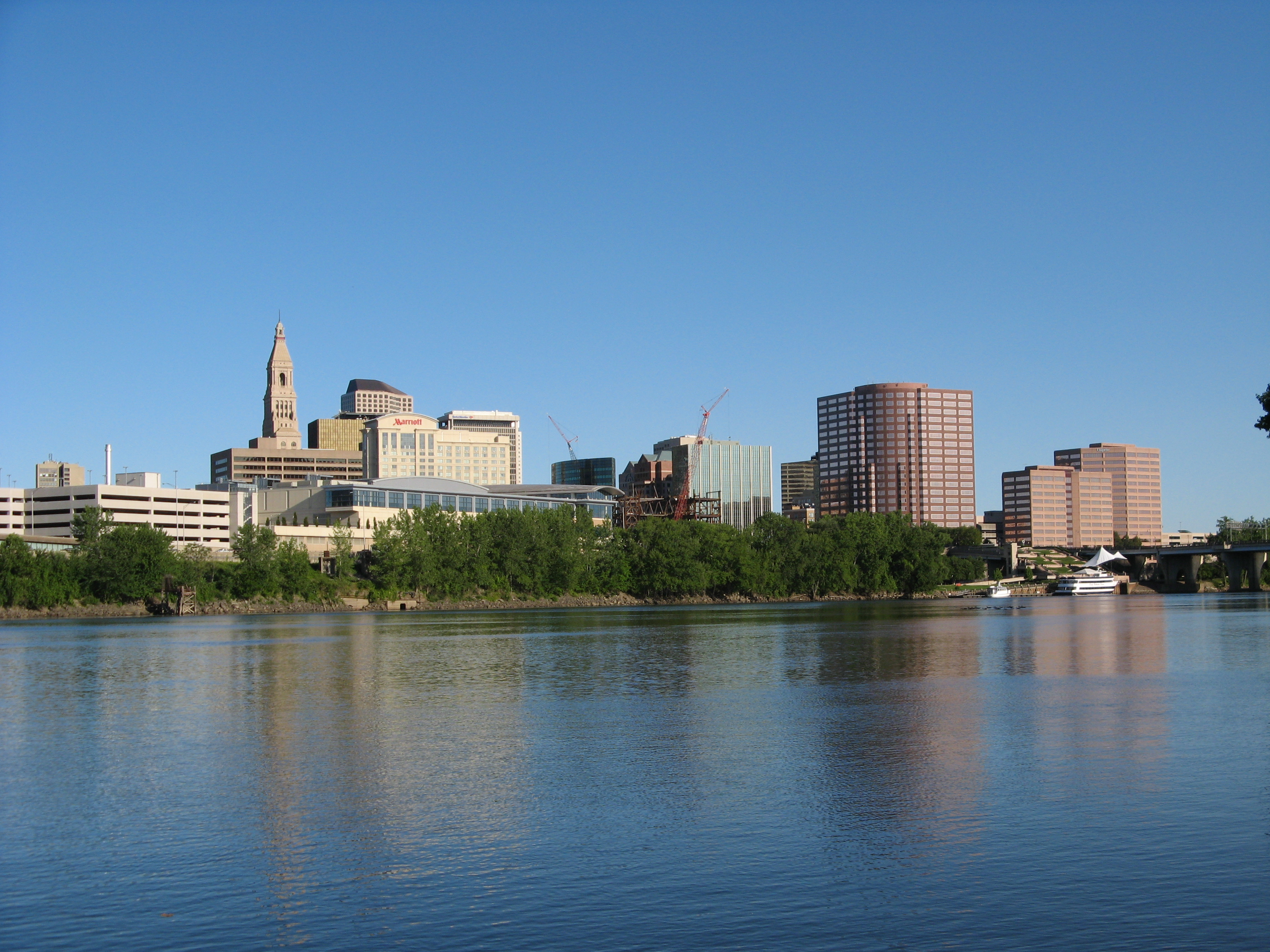
哈特福

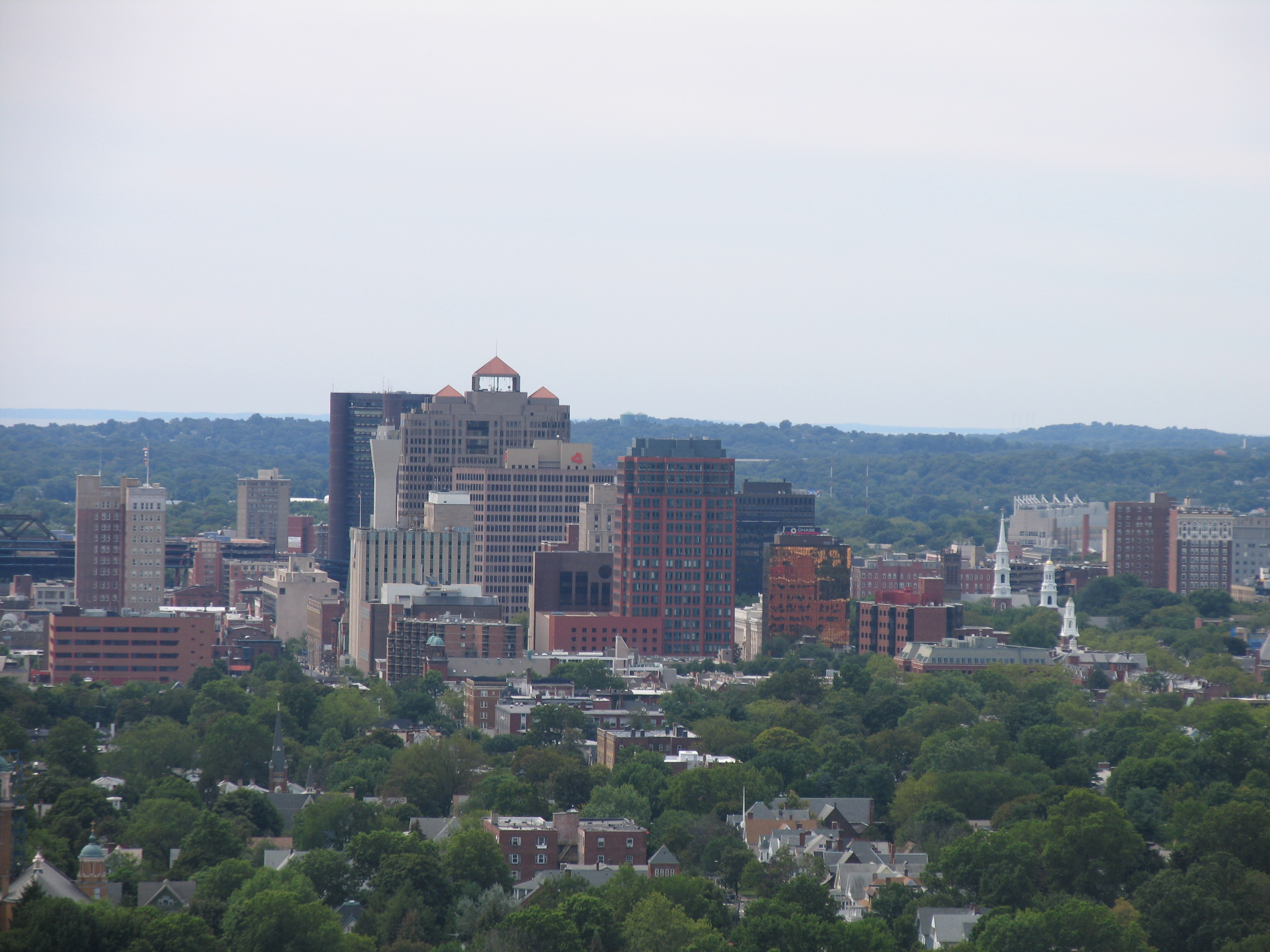
紐哈芬市

根据美国普查局，2019年的时候，康乃狄克有3,565,287人，比2010年减少了0.2%。其中
- 79.7% 白人
- 16.9% 西班牙裔美國人
- 12.2% 非裔美国人
- 5.0% 亚裔美国人
- 0.1% 美国原住民人
- 2.5% 混合的種族

在康乃狄克州的居民祖先中，義大利裔美國人（18.6%）最多，其次是愛爾蘭人（16.6%）、英國人（10.3%）、德國人（9.9%）和波蘭人（8.3%）。
在總人口中，五歲以下的居民占5.1%，18歲以下占20.4%，65歲以上占17.7%。女性則占有全人口的51.2%。
康乃狄克州的人口信仰比例：
- 35% 新教徒
- 33% 羅馬天主教徒
- 1% 其他基督教派的教徒
- 7% 其他宗教教徒
- 23% 無信仰者

康乃狄克州新教徒中，各教義派所占比例不同，其中以浸禮會最高（5%）、其次為聖公會（4%）和衛理公會派（4%）。

## 行政区划

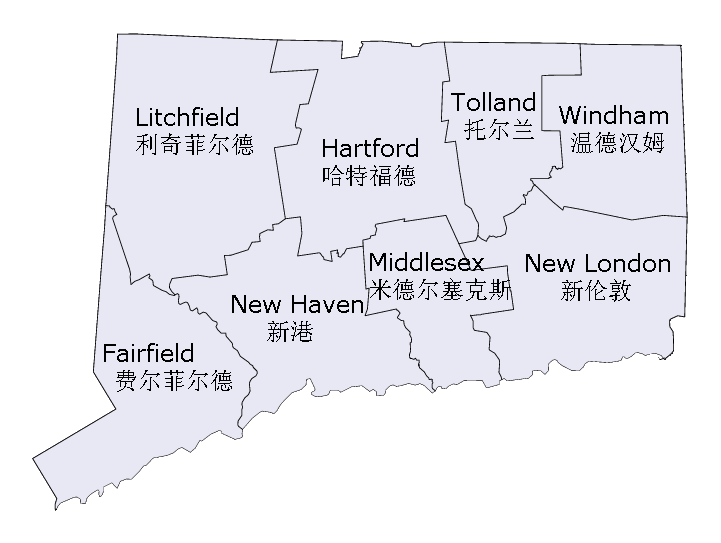
康乃狄克州县

康乃狄克州下辖8个县，分别是费尔菲尔德、哈特福德、利奇菲尔德、米德尔塞克斯、新港、新伦敦、托尔兰及温德汉姆。
詳見：康乃狄克州行政区划。

## 重要城鎮

### 重要城市
- 州首府：哈特福德（Hartford）
- 布里奇波特（Bridgeport）
- 纽黑文（New Haven）
- 沃特伯里（Waterbury）
- 新倫敦（New London）
- 米德尔敦（Middletown）
- 斯托尔斯（Storrs）
- 韦斯特波特（Westport）
- 达里安（Darien）
- 格林尼治（Greenwich）

### 都会区（镇区级统计）
| 排名 | 都会区名稱                                  | 人口（2019年估计） | 人口（2010年普查） |
| ---- | ------------------------------------------- | ------------------ | ------------------ |
| 1    | 哈特福德-西哈特福德-东哈特福德 M-NECTA      | 1,100,218          | 1,121,463          |
| 2    | 布里奇波特-斯坦福-诺沃克 M-NECTA            | 920,219            | 926,465            |
| 3    | 纽黑文 M-NECTA                              | 595,101            | 597,172            |
| 4    | 诺威奇-新伦敦-韦斯特波特 M-NECTA (州内部分) | 247,332            | 255,811            |
| 5    | 沃特伯里 M-NECTA                            | 200,563            | 204,451            |
| 6    | 丹伯里 M-NECTA                              | 197,458            | 163,260            |
| 7    | 斯普林菲尔德 M-NECTA (州内部分)             | 94,779             | 95,493             |
| 8    | 伍斯特 M-NECTA (康州部分)                   | 77,134             | 75,713             |
| 9    | 托灵顿 μ-NECTA                              | 51,468             | 54,752             |
| 10   | 威利曼蒂克 μ-NECTA                          | 33,377             | 34,302             |

### 都会区（县级统计）
| 排名 | 都会区名稱                       | 人口（2019年估计） | 人口（2010年普查） |
| ---- | -------------------------------- | ------------------ | ------------------ |
| 1    | 哈特福德-东哈特福德-米德尔敦 MSA | 1,204,877          | 1,212,381          |
| 2    | 布里奇波特-斯坦福-诺沃克 MSA     | 943,332            | 916,829            |
| 3    | 纽黑文-米尔福德 MSA              | 854,757            | 862,477            |
| 4    | 诺威奇-新伦敦 MSA                | 265,206            | 274,055            |
| 5    | 托灵顿 μSA                       | 181,111            | 189,927            |
| 6    | 伍斯特 MSA (州内部分)            | 116,782            | 118,428            |

### 镇
康乃狄克州的“镇”（英語：town）是“行政镇区”（英語：civil township）归类为“小行政单位”（英語：minor civil division）。康乃狄克州全部地方都是“镇”管辖。“镇”和“自治体”（英語：municipality）是不一致有重叠。康乃狄克州的“市”都是“市及镇合一”（英語：consolidated city and town）。诺格塔克自治市镇（英語：Naugatuck）是唯一“自治市镇及镇合一”（英語：consolidated borough and town）。

## 教育
詳見康乃狄克州學院和大學列表

## 重要體育團體

### 棒球
- 小聯盟
  - 新不列顛石貓（New Britain Rock Cats，2A級東方聯盟，母隊：明尼蘇達雙城）
  - 康乃狄克守衛者（Connecticut Defenders，2A級東方聯盟，母隊：舊金山巨人）
  - 獨立聯盟
    - 橋港藍魚（Bridgeport Bluefish，大西洋聯盟）

### 籃球
- WNBA
  - 康乃狄克太陽 (Conneticut Sun)
- NCAA
  - University of Connecticut

### 美式足球
- NCAA
  - University of Connecticut

## 赌场
- Foxwoods
- Mohegan Sun

## 其他資訊

### 重要高速公路
- 84號州際公路
- 91號州際公路
- 95號州際公路

## 外部連結
- 康涅狄格州 （页面存档备份，存于） - 官方的州政府網站- 英文
- CTBound.org （页面存档备份，存于） - 官方的州觀光網站- 英文
- 康涅狄格州歷史協會 （页面存档备份，存于）- 英文
- 美國政府關於康涅狄格州的人口普查- 英文
- cbwchina.com康涅狄格州簡介 - 中文
- 康涅狄格大学 University of Connecticut 英文 （页面存档备份，存于）
- 耶魯大学 Yale University 英文 （页面存档备份，存于）
- 昆尼皮雅克學院 Quinnipiac University 英文 （页面存档备份，存于）
- itypeusa.com- 英文